# Хавери (округ)
Хавери (канн. ಹಾವೇರಿ; англ. Haveri) — округ в индийском штате Карнатака. Образован 24 августа 1997 года из части территории округа Дхарвад. Административный центр — город Хавери. Площадь округа — 4 823 км². По данным всеиндийской переписи 2001 года население округа составляло 1 439 116 человек. Уровень грамотности взрослого населения составлял 67,8 %, что выше среднеиндийского уровня (59,5 %). Доля городского населения составляла 20,8 %.